# Officers and Gentlemen
Officers and Gentlemen ist ein Roman des englischen Schriftstellers Evelyn Waugh, der 1955 veröffentlicht wurde. Die Geschichte schildert die Erlebnisse eines britischen Adeligen in der britischen Armee während des Zweiten Weltkriegs. Gemeinsam mit den Romanen Men At Arms (1952) und Unconditional Surrender (1961) bildet das Buch die Trilogie Sword of Honour (deutsch: Ohne Furcht und Tadel), in denen Waugh seine eigenen Erlebnisse in Diensten der britischen Armee verarbeitete.

## Inhalt
Der Protagonist Guy Crouchback, aus dessen Perspektive die Geschichte erzählt wird, stammt aus einer katholischen englischen Adelsfamilie.
Die Handlung knüpft direkt an den Vorgängerroman Men At Arms an. Nach dem Scheitern des Gefechts von Dakar wartet Guy Crouchback in London, ob er vor ein Kriegsgericht gestellt oder anderweitig eingesetzt wird.
Um ihn zu beschäftigen, wird er beauftragt, die Hinterlassenschaft seines toten Kameraden Apthorpe gemäß dessen letztem Willen an seine Hinterbliebenen zu verteilen. Guy macht sich unter den schwierigen Umständen des Kriegsjahres 1940 auf den Weg durch Südengland; unmittelbar nach seiner Abreise wird er zu einem Spezialkommando versetzt, ist aber unter den Kommunikationsbedingungen der Zeit nicht erreichbar. Der erfahrene und aus Altersgründen eigentlich schon ausgemusterte Colonel "Jumbo" Trotter soll ihn ausfindig machen. Der listige Trotter, der alle Absurditäten und Widrigkeiten des Militärs genau kennt, findet Crouchback – sichert auf dem Weg noch dessen Vater die Bleibe in einem requirierten Hotel – und bringt ihn sicher zur (fiktiven) Hebrideninsel Mugg.
Dort trainiert eine Spezialeinheit unter dem Befehl von Tommy Blackhouse, dem zweiten Mann von Crouchbacks Exfrau Virginia. Crouchbacks Rolle in der Einheit ist nicht ganz klar, aber er trifft auf Mugg interessante Persönlichkeiten, den Grandseigneur Ivor Claire etwa, dessen Haltung er sehr bewundert, oder den Laird der Insel, der von der Idee besessen ist, mit Hilfe von Sappeuren einen felsbesetzten Strand seiner Insel zu sprengen. Er hofft so zu einem Sandstrand zu kommen, der in Friedenszeiten Touristenscharen anziehen würde. Die Nichte des Laird, die ihr Studium auf dem Festland abgebrochen hat, ist glühende schottische Nationalistin und macht Propaganda für Hitler und die Nazis, in der Hoffnung, so die verhasste englische Herrschaft über Schottland abschütteln zu können.
Ebenfalls auf Mugg gelandet ist "Trimmer" McTavish, ein niederrangiger Offizier, der sein Regiment auf der Fahrt nach Island verpasst hat. McTavish ist die Gegenfigur zu Crouchback, ein aufstrebender ehrgeiziger Plebeier, der vor dem Krieg als Friseur auf einem Transatlantikdampfer gearbeitet hatte und dort die Damen der Oberschicht unterhielt. Auf einem erschlichenen Landurlaub trifft er in einem Glasgower Hotel eine elegante Dame, die er als ehemalige Kundin aus seinen Friseurszeiten wiedererkennt: Es ist Guys (und inzwischen auch) Tommys Exfrau Virginia, mit der Trimmer eine kurze leidenschaftliche Affäre beginnt.
Trimmer würde – im Gegensatz zu Crouchback – den Krieg am liebsten im verlängerten Landurlaub vorbeiziehen lassen, er wird aber einem Spezialkommando vorangestellt, das den Alibi-Auftrag erhält, auf einer unbewohnten Kanalinsel einen Leuchtturm zu sprengen. Ein U-Boot soll sie vor der Insel absetzen; als der Trupp Land erreicht, bemerken Trimmer und seine Männer, dass sie irrtümlich das von den Deutschen besetzte französische Festland erreicht haben. Vor ihrem Rückzug zum wartenden U-Boot sprengen sie noch das nächstbeste Eisenbahngleis. In England wird diese Aktion von der Propaganda zum Husarenstreich hochgejubelt und Trimmer (der zum Colonel befördert wird) als Kriegsheld verkauft.
Guy Crouchback indes soll die Nachrichteneinheit des Commandos unter Blackhouse leiten. Die Truppe wird nach Ägypten verschifft, wo sie in Alexandria auf ihren Einsatz wartet. Lange Zeit ist unklar, ob sie ägyptisches Gebiet vor dem vorrückenden deutschen Afrikakorps unter Erwin Rommel verteidigen sollen oder die britischen Truppen auf Kreta verstärken werden.
Schließlich transportiert man sie nach Kreta. Allerdings ist bei ihrem Eintreffen die Schlacht aus britischer Sicht schon verloren. Den motivierten Kommandokräften kommen geschlagene, verwundete und resignierte britische Soldaten entgegen, die nur darauf hoffen, von der Insel gebracht zu werden. Crouchback muss erneut erfahren, dass seine Vorstellung eines heldenhaften Kampfeinsatzes nichts mit den Realitäten des Krieges zu tun hat. Tagsüber verstecken sich die Briten vor der deutschen Luftwaffe, nachts versuchen sie, Kontakt zu ihrem Oberkommando zu bekommen, etwas zu essen zu ergattern oder sich in Richtung von Sfakia vorzubewegen, von wo die britischen Soldaten per Schiff in Sicherheit gebracht werden. Der generelle Auftrag der Hookforce lautet, diesen Rückzug zu sichern. Erst unmittelbar vor dem Ablegen der letzten Transportschiffe können sie ihren Befehl erfüllen.
Befehlsgemäß soll die Nachhut sich den Deutschen ergeben, nachdem die Evakuierung der regulären Truppen abgeschlossen ist. Unverhofft entdecken die Soldaten aber ein weiteres Boot, das sie zum Übersetzen nach Ägypten nutzen können. Ein Trupp Sappeure bietet ihnen an, mit an Bord zu kommen. Crouchback überlässt seinen Männern die Entscheidung – er selbst geht als Einziger an Bord; der Rest der Einheit bleibt auf Kreta. Die Überfahrt ist entbehrungs- und verlustreich; schließlich schaffen es die Überlebenden (unter ihnen Guy) nach Alexandria. Guy findet sich in einem Hospital wieder, auch Tommy Blackhouse und Ivor Claire sind wieder in Ägypten; letzterer wird unter dem Schutz der Gesellschaftsdame Mrs. Stitch nach Indien gebracht, um dort einem drohenden Kriegsgerichtsverfahren zu entgehen.
Im Kreise von Mrs. Stitch erfährt Guy vom Überfall der Deutschen auf die Sowjetunion. Sein Weltbild wird erschüttert, denn Stalins totalitäres atheistisches Reich, das auf einmal zum Alliierten wird, erscheint ihm genauso feindlich wie die Nazis. Gegen seinen Willen (er erhofft sich einen Einsatz bei seinem Stammregiment, das in Ägypten auf die Rückkehr seines Kommandeurs Ritchie-Hook wartet) erhält er den Marschbefehl nach England, wo er auf seinen nächsten Einsatz wartet.

## Hintergrund
Waugh verarbeitete in Officers and Gentlemen auch seine eigenen Erlebnisse im Zweiten Weltkrieg. Wie sein Held Guy war er katholisch, aus der Oberschicht, unmilitärisch im Habitus. Waugh war ebenfalls bei den Commandos stationiert und wurde in der Schlacht um Kreta eingesetzt. Nachdem er die Trilogie komplettiert hatte, überarbeitete er sie und veröffentlichte sie gesammelt unter dem Titel Sword of Honour.

## Schlüsselfiguren
Waugh gab vielen seiner Figuren Züge real existierender Personen; daher wurde seine Kriegstrilogie auch als Schlüsselroman gelesen. Waugh selbst wehrte sich allerdings gegen eine simple 1:1 Zuordnung.
Während Guy Crouchback viele Parallelen zu Waughs Person aufweist, gilt Tommy Blackhouse, der Oberst des Kommandos, als Abbild von General Robert Laycock, dem Begründer der Layforce, die auf Kreta den Rückzug und die Ausschiffung der britischen Soldaten als Nachhut sicherte und später in der Spezialeinheit Special Air Service aufging. Aber auch der Grandseigneur Ivor Clair ist Zügen von Lay nachempfunden.
Der Charakter von Trimmer McTavish trägt äußerlich die Züge von Simon Fraser, 15. Lord Lovat, obwohl die Gegensätze zwischen dem plebeiischen Hochstapler Trimmer und dem aristokratischen Abenteurer Fraser kaum größer sein könnten. Vermutlich rächte sich Waugh hier an Fraser, der Waughs Entlassung aus den Commandos veranlasste; die literarische Reminiszenz ärgerte Fraser jedenfalls nachhaltig: "Do you realise, thanks to that monster, I am Trimmer?" (deutsch: "Ist Ihnen klar, dass ich wegen dieses Monsters, Trimmer bin?")
Für die Figur der Mrs. Stitch, die auch in anderen Werken Waughs eine Rolle spielt, diente Diana Cooper als Vorbild.

## Rezeption
Penelope Lively bezeichnet die Sword of Honour-Romane in einem Artikel für The Atlantic als Waughs masterpiece, auch gegenüber dem weit bekannteren Wiedersehen mit Brideshead.

## Ausgaben
- Englisch: Officers and Gentlemen, 2001, London: Penguin Classics, ISBN 978-0141184678
- Deutsch: Ohne Furcht und Tadel, deutsch von Werner Peterich, 2016, Zürich: Diogenes, ISBN 978-3257069655